# L'Été (Maillol)
Pour les articles homonymes, voir Été.
L'Été  est une œuvre du sculpteur français Aristide Maillol. Il s'agit d'une sculpture en bronze. Créée en 1910, elle est installée à Paris, en France.

## Description
L'œuvre est une sculpture en bronze. Elle représente un nu féminin debout, avec la main gauche tournée vers le ciel.

## Localisation
La sculpture est installée depuis 1964 dans le jardin du Carrousel aux Tuileries, dans le 1er arrondissement de Paris. Elle fait partie d'un ensemble de statues de Maillol exposées en plein air.

## Artiste
Aristide Maillol (1861-1944) est un sculpteur français.